# Alfred-Adler-Institut Aachen-Köln
Das Alfred-Adler-Institut Aachen-Köln e.V. (kurz AAI Aachen-Köln) ist ein psychoanalytisches Institut, das zum Psychologischen Psychotherapeuten, ärztlichen Psychoanalytiker, analytischen Kinder- und Jugendlichenpsychotherapeuten sowie zum Individualpsychologischen Berater aus- und weiterbildet. Psychotherapeuten und Fachärzten bietet es verschiedene Möglichkeiten zur Fortbildung. Zudem verfügt es über eine Institutsambulanz, in der psychotherapeutische Behandlungen durchgeführt werden. Seinem Selbstverständnis nach begreift sich das Institut dabei als ein Institut, das „sich gemeinsam mit seinen sechs Partnerinstituten in Deutschland der Pflege und Weiterentwicklung der Psychoanalyse und insbesondere der von Alfred Adler begründeten Individualpsychologie [widmet].“ Als Aus- und Weiterbildungsstätte ist es sowohl staatlich anerkannt als auch von der Deutschen Gesellschaft für Individualpsychologie e.V. (DGIP), der Deutschen Gesellschaft für Psychoanalyse, Psychotherapie, Psychosomatik und Tiefenpsychologie e.V. (DGPT), der Vereinigung analytischer Kinder- und Jugendlichenpsychotherapeuten in Deutschland e.V. (VAKJP), der Ärztekammer Nordrhein (ÄkNo) und der Kassenärztlichen Bundesvereinigung (KBV).

## Geschichte
Alfred Adler war Gründungsmitglied der 1902 von Sigmund Freud ins Leben gerufenen Mittwochsgesellschaft, einem Arbeitskreis, in dem ein Austausch über die noch recht junge, von Freud begründete Psychoanalyse stattfand. In den Folgejahren spitzten sich jedoch die inhaltlichen Differenzen zwischen Freud und Adler immer mehr zu, bis es 1911 zum Bruch zwischen beiden kam. Um sich von der Freudschen Psychoanalyse von da an auch äußerlich abzugrenzen, bezeichneten Adler und seine Anhänger ihre fachliche Ausrichtung als Individualpsychologie. Aufgrund von Adlers sozialpolitischem Engagement verbreiteten und etablierten sich individualpsychologische Positionen nicht nur in der Medizin, sondern auch in Kreisen der Sozialarbeiter und Sozialpädagogen. Mit dem Aufkommen des Nationalsozialismus emigrierten viele Individualpsychologen, darunter auch Adler selbst, der, ebenso wie Freud, jüdisch war und dessen Schriften von den Nationalsozialisten als „entartete jüdische Machwerke“ verbrannt wurden. Andere Individualpsychologen kamen in Konzentrationslagern ums Leben.
| Amtszeit  | Name           |
| --------- | -------------- |
| 1976–1982 | Georg Fromberg |
| 1982–1984 | Alwin Huttanus |
| 1984–1986 | Markus Jensch  |
| 1986–1989 | Hans Frings    |
| 1989–2000 | Gerd Lehmkuhl  |
| 2000–2008 | Paul Dohmen    |
| 2008–2016 | Hanna Marx     |

Dies hatte u. a. zur Folge, dass die Organisationsstrukturen der Individualpsychologen in Deutschland zum Kriegsende hin weitgehend zerstört waren. Erst 1962 wurde – auf Initiative von Oliver Brachfeld und Wolfgang Metzger – wieder eine individualpsychologische Vereinigung gegründet, die die Bezeichnung „Alfred Adler Gesellschaft e.V.“ (AAG) trug und später in „Deutsche Gesellschaft für Individualpsychologie e.V.“ (DGIP) umbenannt wurde. Von 1967 an organisierte die AAG Ausbildungskurse für Berater und Psychotherapeuten in Aachen und Münster. Ab 1970 wurden Regionalkreise gebildet, die diese Aufgabe übernahmen und aus denen später die individualpsychologischen Weiterbildungsinstitute in München, Düsseldorf, Delmenhorst und Aachen hervorgingen.
Mitbegründer des Regionalkreises Aachen war Rainer Schmidt, der diesen Regionalkreis innerhalb der DGIP vertrat und etablierte. 1975 gründete dann der inzwischen unter dem Namen „Regionalgruppe West“ eingetragene Kreis das „Alfred-Adler-Institut Aachen e.V.“, das 1976 schließlich auch offiziell eröffnet wurde. 1984 erfolgte die Anerkennung als Ausbildungsinstitut durch die Kassenärztliche Bundesvereinigung. 1996 wurde das Institut erneut umbenannt und erhielt seine bis heute gültige Bezeichnung. 1994 wurde in Zusammenarbeit mit dem AAI Düsseldorf die „Kölner Arbeitsgemeinschaft für Kinder- und Jugendlichenpsychotherapie“ gegründet. Im Folgejahr fand erstmals ein Weiterbildungskurs zum analytischen Kinder- und Jugendlichenpsychotherapeuten statt. Im Jahr 2000 – ein Jahr nach Inkrafttreten des Psychotherapeutengesetzes (PsychThG) – erlangte es staatliche Anerkennung.

## Aus-, Weiter- und Fortbildung
Es sind folgende Aus-, Weiter- und Fortbildungen möglich:

### Ausbildungen
- fünfjährige berufsbegleitende Ausbildung zum Psychologischen Psychotherapeuten mit der Fachkunde „Tiefenpsychologie“ oder kombinierter Fachkunde „Tiefenpsychologie/Psychoanalyse“, optional mit Erwerb der Zusatzqualifikation in analytischer und/oder tiefenpsychologisch fundierter Gruppentherapie
- fünfjährige berufsbegleitende Ausbildung zum Kinder- und Jugendlichenpsychotherapeuten mit der Fachkunde „Tiefenpsychologie“ oder kombinierter Fachkunde „Tiefenpsychologie/Psychoanalyse“, optional mit Erwerb der Zusatzqualifikation in analytischer und/oder tiefenpsychologisch fundierter Gruppentherapie

### Weiterbildungen
- für Fachärzte (und Fachärzte in Ausbildung) zum Erwerb des Zusatztitels „Psychoanalyse“ und „Psychotherapie“
- für Psychologische Psychotherapeuten zum Erwerb der Fachkunde „Kinder- und Jugendlichenpsychotherapie“
- für tiefenpsychologisch arbeitende Psychologische Psychotherapeuten zum Erwerb der Fachkunde in analytischer Psychotherapie
- für tiefenpsychologisch arbeitende Kinder- und Jugendlichenpsychotherapeuten in analytischer Kinder- und Jugendlichenpsychotherapie
- für Fachärzte, Psychologische Psychotherapeuten und Kinder- und Jugendlichenpsychotherapeuten zum Erwerb der Zusatzqualifikation in analytischer und/oder tiefenpsychologisch fundierter Gruppentherapie
- für Angehörige pädagogischer, sozialer und verwandter Berufe zum „Individualpsychologischen Berater und Supervisor (DGIP)“

### Fortbildungen
- Fortbildungsveranstaltungen für Ärzte, Psychologische Psychotherapeuten und Kinder- und Jugendlichenpsychotherapeuten, die von der Ärztekammer Nordrhein und der Landespsychotherapeutenkammer NRW zertifiziert sind
- Fortbildungsreihen mit aktuellen Themen zu beraterischer, psychotherapeutischer und supervisorischer Theorie und Praxis

### Supervision
- Supervision von Einzelpersonen, Gruppen und Institutionen

### Balint-Gruppen
- Balint-Gruppen zur Vertiefung des Verständnisses der Arzt-Patient-Beziehung

## Forschung
Das AAI Aachen-Köln wurde als Aus- und Weiterbildungsinstitut gegründet. Obwohl Forschung für lange Zeit institutionell nicht aktiv betrieben wurde, engagierten sich verschiedene Institutsmitglieder wie z. B. Rainer Schmidt immer wieder im Bereich der individualpsychologischen und psychoanalytischen Forschung. Anfang der 2000er Jahre begann das AAI, v. a. unter Initiative von Gerd Lehmkuhl, sich innerhalb der DGIP und in enger Abstimmung mit der dortigen Fachgruppe Wissenschaft an empirischer Forschung zu beteiligen, wenn auch zunächst noch eher sporadisch. Zwischen 2008 und 2014 entwickelten Sabine Tibud und andere Institutsmitglieder ein Konzept der professionsspezifischen Selbsterfahrung für die kinder- und jugendlichenpsychotherapeutische Ausbildung, das am AAI erprobt, extern evaluiert und schließlich in die Ausbildung integriert wurde. In der Folge erlangte diese Form der Selbsterfahrung zunehmend auch überregionale Bedeutung. Von 2017 an unterstützt das AAI die Forschungen der Kinder- und Jugendpsychiatrie der Uniklinik Köln im Bereich der übertragungsfokussierten Psychotherapie für Jugendliche (TfP-A). Im selben Jahr regte Stefan Nauenheim, zunächst institutsintern, später ausgeweitet auf die DGIP, zudem fallstudienbasierte Forschungen im Bereich der Rechenstörungen an. 2018 startete ein Modellprojekt mit dem Ziel, qualitativ-empirische Forschung in die psychotherapeutische Ausbildung des Instituts zu integrieren. Seit 2020 geht das AAI verstärkt Forschungskooperationen mit externen Forschungseinrichtungen wie Universitäten und Fachhochschulen ein, um psychoanalytische Fragestellungen sowie die Wirksamkeit psychoanalytisch begründeter Psychotherapieverfahren zu untersuchen.

## Institutsambulanz
Die Organisation verfügt über eine Institutsambulanz, an der psychotherapeutische Behandlungen von Säuglingen, Kleinkindern, Kindern, Jugendlichen, Heranwachsenden sowie Erwachsenen durchgeführt werden. Die Behandlungen werden von angehenden oder sich weiterbildenden Psychotherapeuten durchgeführt, die sich in einem fortgeschrittenen Stadium ihrer Aus- bzw. Weiterbildung befinden, und laufend von erfahrenen Psychotherapeuten supervidiert.